# Margretevold
Margretevold kaldes et stykke af Dannevirkes hovedvold i Sydslesvig. Volden er opkaldt efter dronning Margrete Sprænghest, der var gift med Christoffer 1. Opførelsen af Margretevolden kan føres tilbage til Margretes fejde med Jakob Erlandsen, Erik Abelsøn og holstenerne (se: Slaget på Lohede i 1261). 
Også på en lille halvø i Slien ved Mysunde findes en Margretevold, som skal være opkaldt efter dronningen. Her opførte allerede Knud Lavard i 1120 en borg, som led i kampene mod venderne.
54°29′27″N 9°32′45″Ø / 54.4908°N 9.5459°Ø